# Ибрагимова, Бурлият Акашимовна
Бурлият Акашимовна Ибрагимова (Канаева; 26 марта 1932, Нижний Дженгутай, Буйнакский район, Дагестанская АССР — 12 августа 2018, Махачкала) — советская кумыкская певица (меццо-сопрано), народная артистка РСФСР (1971).

## Биография
Бурлият Акашимовна Ибрагимова (Канаева) родилась 26 марта 1932 года в селе Нижний Дженгутай Дагестанской АССР, по национальности кумычка. С детства играла на гармонике. В начале 1939 — конце 1940 года, когда ей было 6 лет, выступила в Москве на концертах декады искусства в Государственном ансамбле песни и танца Дагестана в семейном ансамбле вместе с отцом, матерью и бабушкой. После этого сам Иосиф Сталин вручил ей за выступление памятные золотые часы от правительства СССР. В 1946—1950 годах работала актрисой в Дагестанском театре кукол, а затем в Кумыкском государственном музыкально-драматическом театре им. А. П. Салаватова.
В 1950—1997 годах была солисткой Гостелерадио Дагестанской АССР (позже Республики Дагестан). Сделала больше 100 записей: кумыкские народные песни, вокальные сочинения профессиональных и самодеятельных композиторов Дагестана. Обладала прекрасным голосом приятного тембра и артистическими данными. Автор песен, которые звучат в хоровом и в оркестровом исполнении.

## Семья
- Бабушка — гармонистка Ниярханум Мурадова.
- Отец — хореограф и музыкант Акашим Ибрагимов.
- Мать — певица и танцовщица Патимат Ибрагимова.

## Награды и премии
- Народная артистка Дагестанской АССР (1959).
- Заслуженная артистка РСФСР (19.09.1967).
- Народная артистка РСФСР (26.05.1971)[1].
- Государственная премия Дагестанской АССР (1982).
- Почётные грамоты Президиумов Верховных Советов РСФСР и Дагестанской АССР.
- Почётная грамота Республики Дагестан (15.08.2002)[2]
- Почётный знак Республики Дагестан «За любовь к родной земле» (2017)[3].